# 依田學海
- 学海（新字体）
- 學海（旧字体）
- 學海（旧字体と新字体の混用）

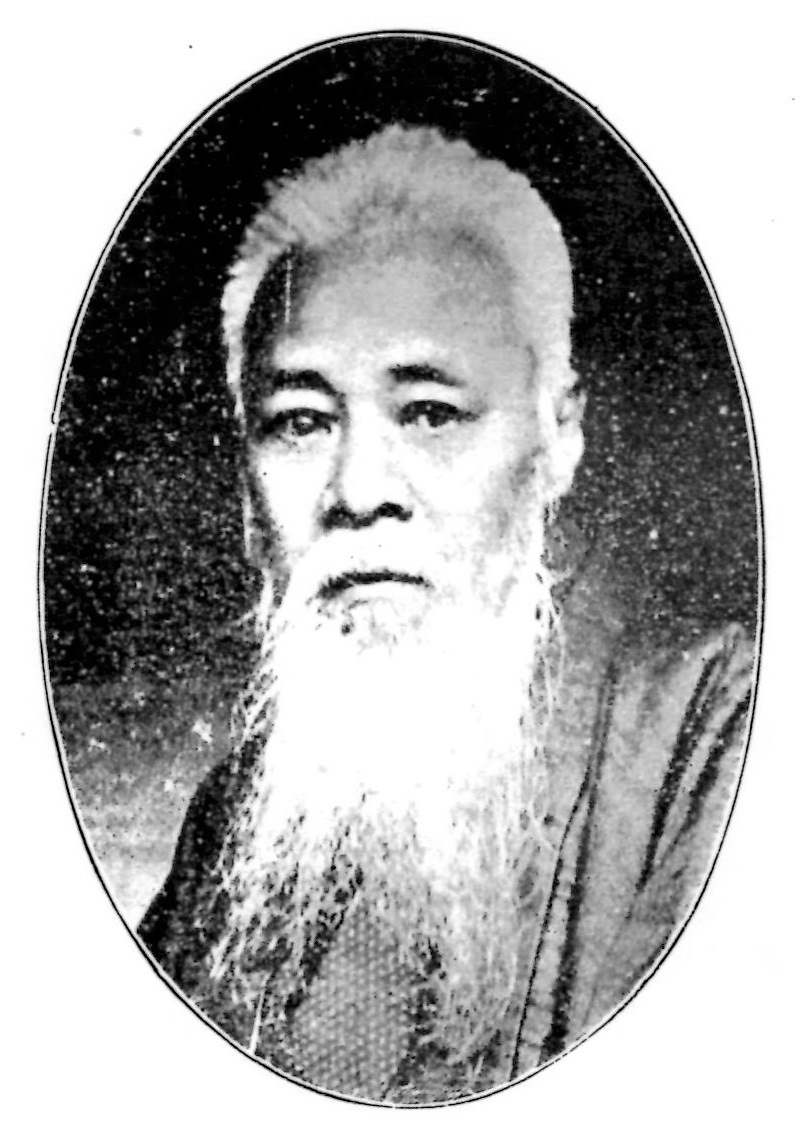
依田學海　1904年

依田 学海（よだ がっかい、旧字体：學海、天保4年11月24日（1834年1月3日） - 明治42年（1909年）12月27日）は、日本の漢学者、文芸評論家、小説家、劇作家。幼名は幸造、信造。通称は七郎、右衛門次郎。諱は朝宗（ともむね）。初め字を百川（ひゃくせん）といったが後にこれを本名とした。学海は雅号で、柳蔭とも号した。
『学海日録』の著者。漢文の作文、特に記事文に優れ、その著作『譚海』は、菊池三渓の『本朝虞初新誌』と並び称される。森鷗外の師としても知られ、鷗外の『ヰタ・セクスアリス』の文淵先生のモデルでもある。

## 来歴
下総国佐倉藩の藩士で長柄奉行を務めた依田貞剛の次男として佐倉（現在の千葉県佐倉市）に生まれる。長じて藩校・成徳書院（現在の千葉県立佐倉高等学校の前身）で漢学・経史を学ぶ。明治5年（1872年）、東京に出て、東京会議所の書記官になる。明治14年（1881年）には権少書記官として文部省に出任し、音楽取調掛となり、また漢文教科書の編集に携わる。
明治18年（1885年）、文部省を退官、正六位に叙される。退官後は創作や文芸評論に力を注ぐ。
森鷗外に漢文を指導し、鷗外のベルリン留学に際しては『送森軍医遊伯林序』を贈った。鷗外との交流は、その小説『百物語』や『ヰタ・セクスアリス』に描かれており、特に『ヰタ・セクスアリス』の中で主人公（＝鷗外）が15歳のときに漢文を教えてもらう「文淵先生」は、この学海がモデルとなっている。
鷗外の他にも多くの文学者と交流があり、幸田露伴を文壇に送り出した 。川田甕江とは同門で甕江が死去するまで親しく交際した。
演劇では、川上音二郎のために『拾遺後日連枝楠』（しゅうい ごにち れんしの くすのき）という歌舞伎がかった壮士史劇を書いたこともあったが、九代目市川團十郎の演劇改良運動に賛同する知識人のひとりとして歌舞伎の近代化を目指し、いわゆる活歴物の創作に協力、『吉野拾遺名歌誉』（よしの しゅうい めいかの ほまれ）などを書いている。自ら文化人を自負する学海は旧来の狂言作者を無学の俗物と見下しており、河竹黙阿弥のことまでも「馬鹿」と酷評したこともあったぐらいだが、その黙阿弥の書いた『新皿屋敷月雨暈』（魚屋宗五郎）で、主人公の宗五郎が最愛の妹を殺されて禁酒を破り酔態に陥ってゆくくだりを目の当たりにすると、「あのようにはなかなか書けるもんじゃない。やっぱり奴は天才だ」と賞賛している。
明治42年（1909年）、死去。享年77歳。
長男の依田美狭古（みさご）は第一高等中学校医学部（現・千葉大学医学部）進学後病気療養となり、海軍史の編纂に携わった。甥に歌人の依田秋圃がいる。

## 主な著作
戯曲
- 歌舞伎『吉野拾遺名歌誉』（よしの しゅうい めいかの ほまれ）- 川尻宝岑との合作、明治19年（1886年）
- 歌舞伎『文覚勧進帳』（もんがく かんじんちょう）- 新歌舞伎十八番之一、明治22年（1889年）
- 歌舞伎『豊臣太閤裂封冊』（とよとみ たいこう れっぽうさく）- 川尻宝岑との合作、明治23年（1890年）
- 壮士劇『拾遺後日連枝楠』（しゅうい ごにち れんしの くすのき）- 川尻宝岑との合作、史劇、明治24年（1891年）
- 壮士劇『政党美談淑女操』（せいとう びだん しゅくじょの みさお）- 現代劇、明治24年（1891年）

著作
- 『話園』（博文館、1893年）
- 『譚海』（1‐4巻、鳳文館、1884年 - 1885年）- 漢文小説集
- 『談叢』（1・2巻、吉川半七、1900年）
- 『学海日録』、同・研究会編（全11巻・別巻1／岩波書店、1990‐1993年）- 別巻は『学海先生一代記』
- 『菊水源流』- 「依田南朝」という筆名で『少年世界』に連載
- 『墨水別墅雑録』、今井源衛校訂（吉川弘文館、1987年）- 原漢文
- 『富士艦迴航』
- 『学海画夢』
- 『学海余滴』、同・研究会編（笠間書院、2006年）
全著作・自筆日記など資料が一括し「学海叢書」として無窮会専門図書館に所蔵されている。

## 補注
1. ↑  「露伴の出世咄」、『思い出す人々』（内田魯庵、岩波文庫）所収。
2. ↑  依田美狭古のアルバムより　明治中期の千葉町風景千葉いまむかし30号、p35、1990年3月